# Hanover Square (Manhattan)
Pour l’article homonyme, voir Hanover Square.

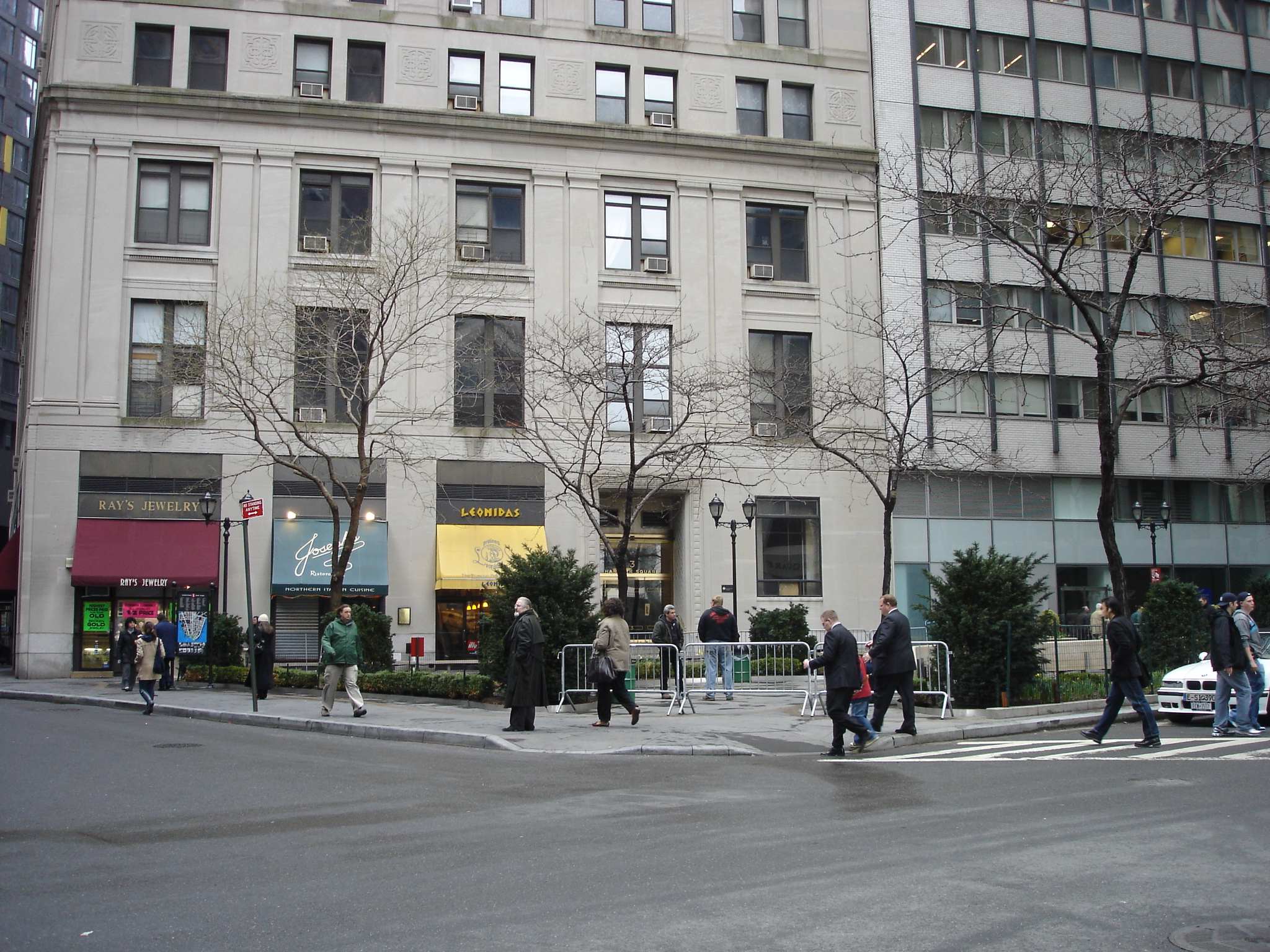
Hanover Square

Hanover Square est une place du quartier de Financial District, dans l'arrondissement de Manhattan à New York.
De forme triangulaire, elle est bordée par Pearl Street et Stone Street.
Son nom a été attribué en 1730 durant la période de colonisation britannique, en l'honneur de la maison de Hanovre.
Les bâtiments autour de la place avaient été détruits lors du Grand Incendie de New York de 1835.
Un mémorial y a été érigé en l'honneur des victimes britanniques des attentats du 11 septembre 2001.